# Sage Group
Sage Group plc (упоминается также как Sage) — британская компания, разработчик программных решений в области управления предприятиями, а также связанных с ними продуктов и услуг, предназначенных главным образом для среднего и малого бизнеса. Компания Sage была основана в 1981 году в городе Ньюкасл-апон-Тайн. Годовая выручка компании (по состоянию на 2009 год) равна £1,44 млрд. Решения Sage обслуживают 6,2 млн клиентов, в компании работает 13 400 сотрудников. Sage работает в 24 странах, включая Великобританию, страны Евросоюза, Северную Америку, Южную Африку, Австралию, Индию и Китай.
Компания разрабатывает широкий диапазон прикладного программного обеспечения для организаций: финансовые программные решения, CRM-системы, решения в области HR и расчета заработной платы, а также ERP-системы.
По данным Gartner на момент 2007 года являлась третьим по объёмам выручки поставщиком ERP с долей 7 %, уступая лишь SAP и Oracle, сфокусированным в большей степени на крупных заказчиков.

## История компании Sage
Деятельность Sage начиналась с печатных работ для местного рынка города Ньюкасл-апон-Тайн на Набережной Ньюкасла, когда предприниматель Дэвид Голдман занялся поиском возможности для автоматизации оценки печатных процессов в своей компании. Он сотрудничал с группой студентов Ньюкаслского университета, которые, в части более широкого проекта, разработали программное решение для управления оценкой печатных процессов[уточнить] и базовых процессов бухгалтерского учёта. Дэвид учредил компанию, которая начала продавать это решение. В 1989 году акции компании стали обращаться на Лондонской фондовой бирже, а в 1999 году компания вошла в индекс FTSE 100, где и остается и по состоянию на 2011 год.